# Англије (Вијена)
Англије (фр. Angliers) насеље је и општина у западној Француској у региону Поату-Шарант, у департману Вијена која припада префектури Шателро.
По подацима из 2011. године у општини је живело 653 становника, а густина насељености је износила 28,01 становника/km². Општина се простире на површини од 23,31 km². Налази се на средњој надморској висини од 70 метара (максималној 83 m, а минималној 54 m).

## Демографија
| 1962. | 1968. | 1975. | 1982. | 1990. | 1999. | 2011. |
| ----- | ----- | ----- | ----- | ----- | ----- | ----- |
| 573   | 677   | 682   | 630   | 619   | 666   | 653   |

График промене броја становника у току последњих година